# 第二京阪道路
第二京阪道路（だいにけいはんどうろ、英語: DAINI-KEIHAN ROAD）は、京都府京都市伏見区から大阪府門真市に至る一般国道1号バイパスである。4 - 6車線の専用部（自動車専用道路）と側道に当たる2 - 4車線の一般部（一般道路）からなる。
飽和状態にある京阪国道（枚方バイパス・寝屋川バイパス）および近畿自動車道の吹田JCT/IC - 門真IC の渋滞緩和（加えてこれに付随する名神高速道路の天王山トンネル付近と京都南IC付近の渋滞緩和）を目的として整備された。2010年（平成22年）3月の全線開通時において、専用部と一般部を合わせた総事業費は1兆550億円で、公共事業部分が7,270億円（国が4,850億円、大阪府が1,800億円、京都府が620億円を負担）、有料道路事業部分が3,280億円（専用部の通行料金収入で償還）である。
沿道環境への対策として、道路の両脇に副道・植栽帯・自転車歩行者道からなる環境施設帯を設置しており、国土交通省は緑立つ道の愛称を付けている。
大阪府側はJR片町線（学研都市線）とほぼ並走したルートを走る。近鉄京都線の前身である奈良電気鉄道は、昭和時代戦前期に、小倉駅から分岐して大阪市の玉造駅を結ぶ「大阪線」を計画したが、実現しなかった。この大阪線構想と第二京阪道路は、現在の寝屋川市から京田辺市付近までの区間でJR片町線と並行する点で類似したルートである
ここでは、一般有料道路としての営業中路線では第二京阪道路に含まれる洛南連絡道路（らくなんれんらくどうろ）および京都高速道路（きょうとこうそくどうろ）（地域高規格道路）についても合わせて記述する。

## 専用部
地域高規格道路の計画路線に指定されている自動車専用道路であり、一般有料道路としての営業中路線では旧・阪神高速8号京都線の鴨川東ICから門真JCTまでの延長約35.7キロメートル (km)の区間が、高速道路ナンバリングによる路線番号として「E89」が割り振られる第二京阪道路である。地域高規格道路の路線名としては巨椋池ICから門真JCTまでの区間（延長約27.4 km）が第二京阪道路であり、油小路線（旧・阪神高速8号京都線区間）接続部から巨椋池ICまでの区間（延長約0.9 km）は洛南連絡道路、鴨川東ICから洛南連絡道路接続部までの区間（延長約7.4 km）は京都高速道路（油小路線）である。
2010年3月20日に全線開通を迎えた際、テレビ・ラジオCMやリーフレットなど宣伝広告に用いられたキャッチコピーは、「この道が、関西の流れを変える」。

### 計画諸元
地域高規格道路としての第二京阪道路の計画諸元は以下のとおり。
- 起点 : 巨椋池IC
- 終点 : 門真JCT
- 道路構造令 : 第1種第3級-第2種2級
- 設計速度 : 60 - 80 km/h
- 車線数 : 4 - 6車線

### 概要
NEXCO西日本が一般有料道路として管理する。旧・阪神高速8号京都線から編入された区間は、阪神高速道路単独施行あるいは阪神高速道路および京都市による合併施行方式により建設された。それ以外は公共事業・有料道路事業の合併施行方式で建設され、建設工事の途中で国土交通省から西日本高速道路（NEXCO西日本）に移管された。
2010年の全線開通当初の第二京阪道路（専用部）の起点（旧・阪神高速8号京都線接続部）は、一般部の起点（下三栖交差点・京都市伏見区）よりも約1.4 km南の宇治川左岸（南岸）付近にあったため、阪神高速8号京都線の編入まで、専用部の延長距離は一般部のそれよりも短くなっていた。2019年4月の編入以降は専用部の起点が鴨川東IC（稲荷山トンネル西口）になったため、専用部の延長（35.7 km）が一般部（29.7 km）よりも6.0 km長くなっている。
巨椋池TB以北は4車線（第2種第2級・設計速度60 km/h）、巨椋池TB - 久御山JCTまでは4車線（第1種第3級・設計速度80 km/h）、久御山JCT以南は6車線（第1種第3級・設計速度80 km/h）である。
2003年3月30日に最初の区間として巨椋池IC - 枚方東IC間が部分開通した。巨椋池IC以北の区間は、阪神高速8号京都線と同時に2008年1月19日に開通した。枚方東IC以南の区間については、当初2007年度中の開通を目標としていたが、用地買収の遅れや道路が通る周辺住民の反対運動で、約2年遅れの2010年3月20日に全線開通した。
全線開通によって、瀬田東JCT - 門真JCT間の距離が、従来の名神・近畿道経由（約59 km）に比べ、京滋バイパス・第二京阪経由（約47 km）のほうが約12 km短くなった。大阪南部・和歌山方面と滋賀・名古屋方面との往来が便利になるほか、吹田JCT付近の慢性的な渋滞も緩和した。2008年2月の新名神高速道路部分開通により、草津JCT - 豊田JCT間の距離が名神・東名経由より約34 km短縮されたことも合わせると、門真JCT - 豊田JCT間の距離が2008年2月以前と比べて約46 kmも短縮されたことになる。2028年度以降開通予定の新名神・大津 - 城陽間の延伸で、さらに5kmほど短縮される見通しである。
バス会社でも大きな動きが見られ、JR学研都市線沿線から大阪なんばや京都駅とを直接結ぶバス路線（京阪バスのダイレクトエクスプレス直Q京都号）を新設したり、南海バスを筆頭にこのルートに移行し、所要時間の短縮を行っている。関西国際空港からのアクセスの向上によって、京都方面へのインバウンド需要にも応えている。京阪間の28%の交通量をこの道路で賄っており、国道1号線や名神高速道路の負担軽減にもつながっている。沿線7市1町の法人税収は全線開業前の2009年と開業後の17年を比べると37%増の98.4億円となっている。
その他、2012年4月まで着工が凍結されていた新名神高速道路の大津JCT - 城陽JCT間（約25 km）と八幡京田辺JCT - 高槻JCT間（約10 km）の着工必要性の判断要素として、第二京阪道路の全線開通が重要視された。
2019年4月1日に、阪神高速8号京都線の鴨川東IC以南の区間が第二京阪道路に編入された。
テレビや新聞などでは第2京阪とアラビア数字で表記される場合があるが、正式には第二京阪と漢数字を用いる。

### 通過する自治体
- 京都府

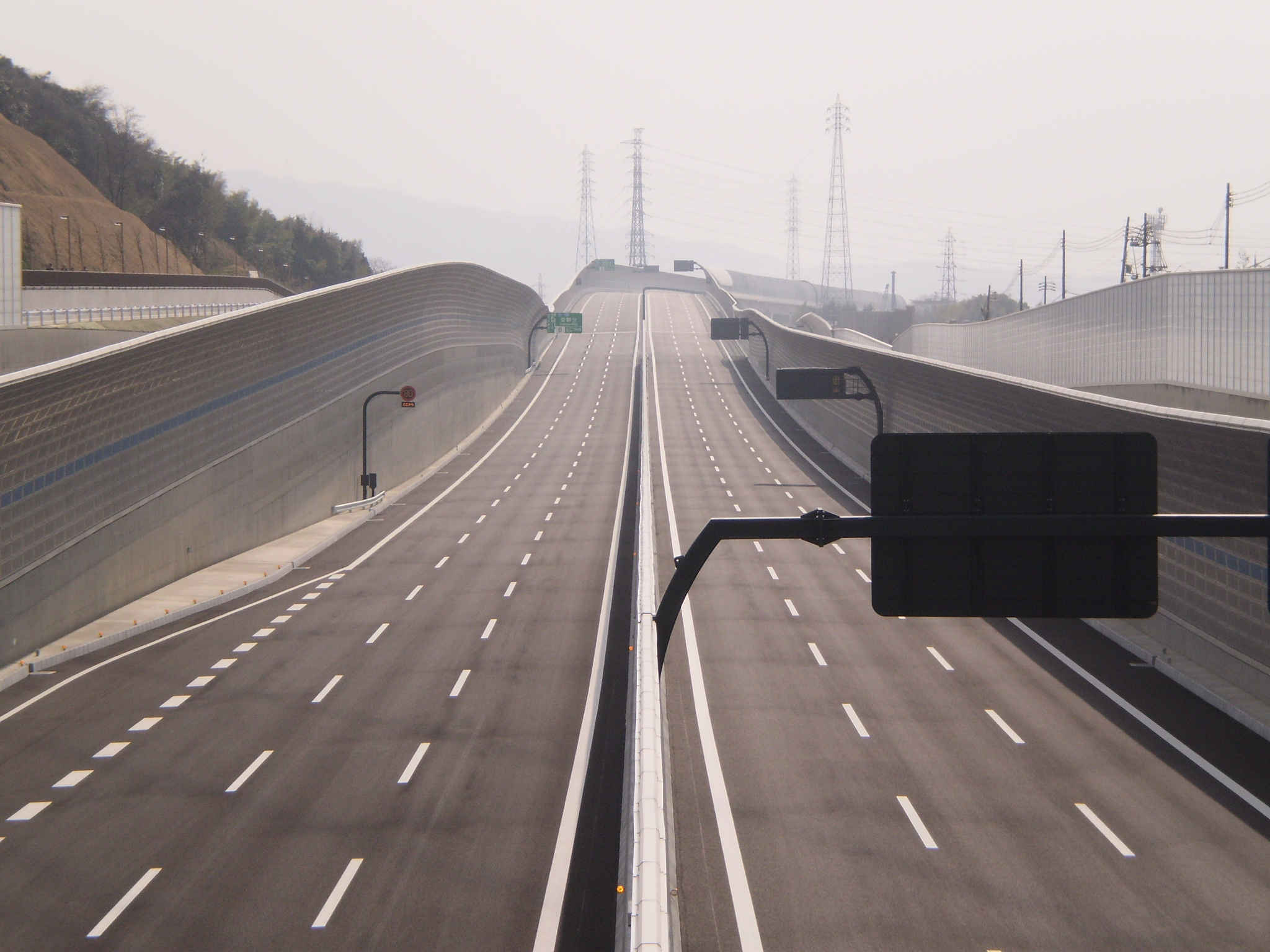
交野北IC方面を望む

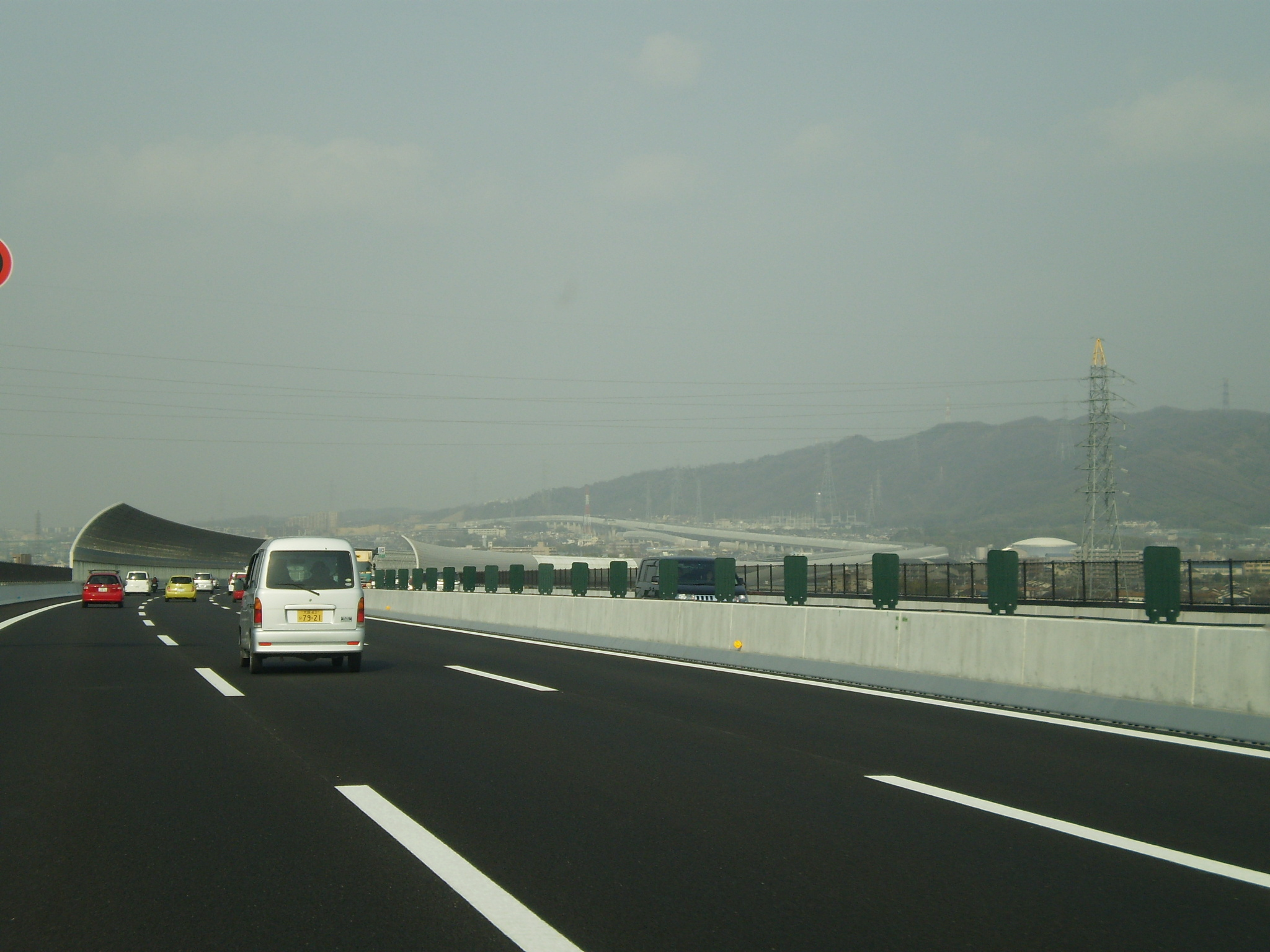
緩やかなカーブを描く第二京阪
（上り線 交野南IC付近）

  - 京都市伏見区 - 南区 - 伏見区 - 久世郡久御山町 - 八幡市 - 京田辺市 - 八幡市※1 - 京田辺市 - 八幡市※2 -
- 大阪府
  - 枚方市 - 交野市 - 枚方市※3 - 交野市 - 寝屋川市 - 四條畷市※4 - 寝屋川市 - 門真市

※1 : 京田辺市と八幡市との境界付近を通過するため、約600 m八幡市を通過し、通過後は再び京田辺市となる。
※2 : 京田辺市と枚方市との境界付近にある、八幡市の飛び地を約200 m通過する。
※3 : 枚方市と交野市との境界付近を通過するため、約600 m枚方市を通過し、通過後は再び交野市となる。
※4 : 四條畷市と寝屋川市との境界付近を通過するため、四條畷市北西部を約300 m通過し、通過後は再び寝屋川市となる。

### インターチェンジなど

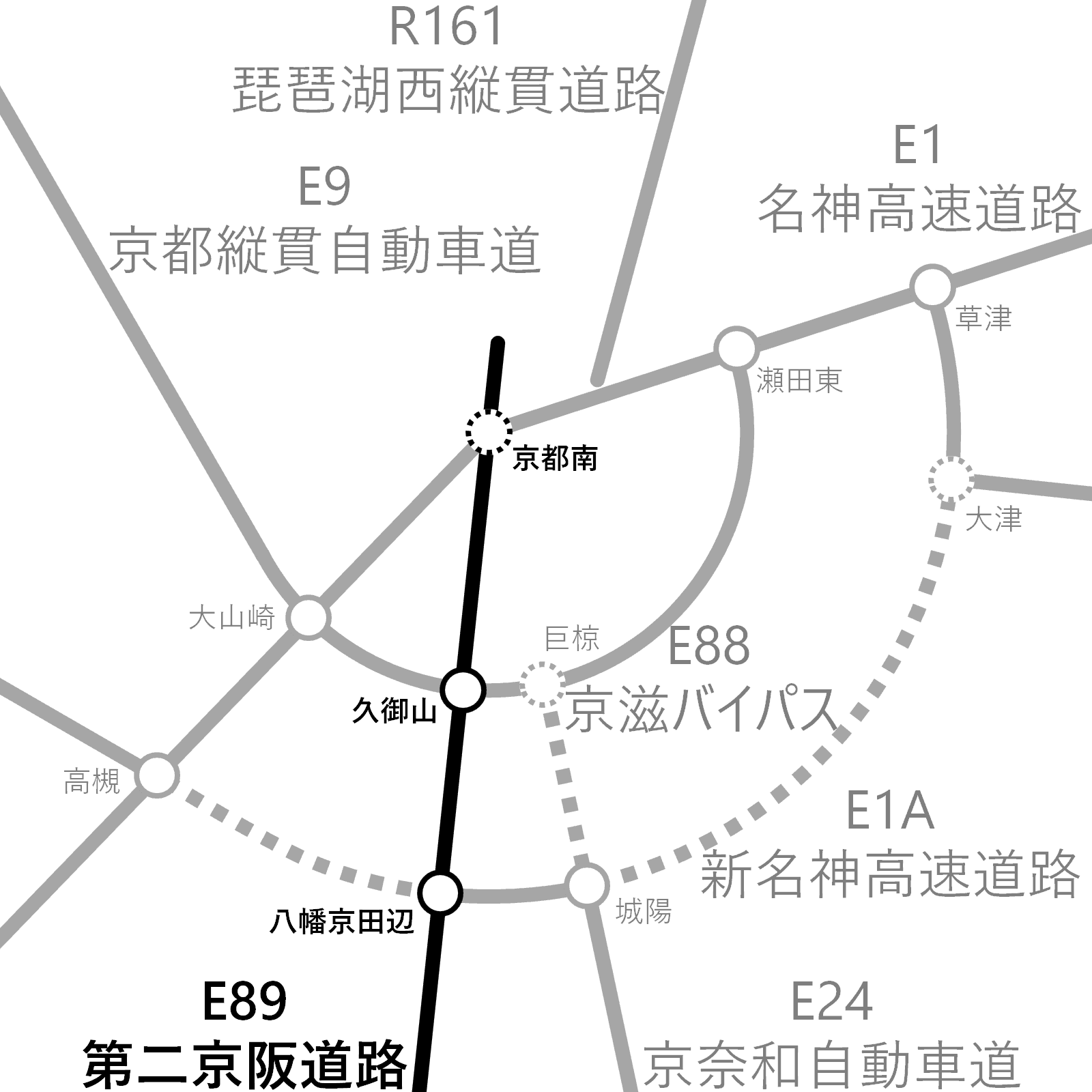
京都市付近の第二京阪道路と主な道路・ジャンクション（点線は調査中または整備中）

- IC番号欄の背景色が■である部分については道路が供用済みの区間を示している。また、施設名欄の背景色が■である部分は施設が供用されていない、または完成していないことを示す。未開通のIC/JCT名は仮称。
- 国道1号（一般部）とは巨椋池IC以南のすべてのICで接続しているため路線名からは除外している。
- 旧・阪神高速8号京都線からの編入区間の出入口番号は阪神高速時代のものを引き継いでおり、本路線編入後の出入口番号は元来からの第二京阪道路のそれを含めて変更されていない。また、編入区間については旧・阪神高速8号京都線時代は他の阪神高速に倣って「出入口」と称していたが、第二京阪道路編入時に元来からの第二京阪道路のIC同様に「インターチェンジ」が正式な呼称となった。
- かつてキロポストは巨椋池ICを起点として設置され、その後供用された洛南連絡道路区間には「洛0.5」のように阪神高速8号京都線（現：油小路線）接続部を起点に「洛」を冠したキロポストが設置されていたが、2010年の全線開通[注釈 3]を期に起点を巨椋池ICから京都高速8号京都線接続部に変更して全線のキロポストが設置し直された。
- 阪神高速8号京都線から編入された油小路線の区間については「K」を冠したキロポストが置かれ、鴨川東IC（稲荷山トンネル西口）には起点の「K0」[6]、終点の洛南連絡道路接続部には「K7.369」[7]のキロポストが置かれる。

- 鴨川東 - 伏見間は高さ制限あり。

| IC 番号                                  | 施設名             | 接続路線名                                              | 起点 から (km) | 油小路線 接続部 から (km) | BS | 備考                                                       | 所在地 | 所在地          | 所在地          |
| ---------------------------------------- | ------------------ | ------------------------------------------------------- | -------------- | ------------------------- | -- | ---------------------------------------------------------- | ------ | --------------- | --------------- |
| 稲荷山トンネル 山科方面                  |                    |                                                         |                |                           |    |                                                            |        |                 |                 |
| 8-02                                     | 鴨川東IC           | 稲荷山トンネル                                          | 0.0            |                           |    | 山科方面出入口（出入口から第二京阪道路方面への連絡は無し） | 京都府 | 京都市          | 伏見区          |
| -                                        | 鴨川西TB           |                                                         | 0.6            |                           |    | 本線料金所 下り線のみ                                      | 京都府 | 京都市          | 南区            |
| 8-03                                     | 鴨川西IC           | 竹田街道                                                | 0.6            |                           |    | 大阪方面出入口                                             | 京都府 | 京都市          | 南区            |
| -                                        | 上鳥羽JCT          | 京都高速道路堀川線（計画） 京都高速道路久世橋線（計画） |                |                           |    | 計画中                                                     | 京都府 | 京都市          | 南区            |
| 8-04                                     | 上鳥羽IC           | 油小路通                                                | 2.2            |                           |    | 大阪方面出入口                                             | 京都府 | 京都市          | 南区            |
| -                                        | 京都南JCT          | E1 名神高速道路                                         |                |                           |    | 建設予定 2028年供用開始予定                                | 京都府 | 京都市          | 伏見区          |
| 8-06                                     | 城南宮北IC         | 油小路通                                                | 2.7            |                           |    | 山科方面出入口                                             | 京都府 | 京都市          | 伏見区          |
| 8-07                                     | 城南宮南IC         | 油小路通                                                | 4.0            |                           |    | 大阪方面出入口                                             | 京都府 | 京都市          | 伏見区          |
| 8-08                                     | 伏見IC             | 油小路通 外環状線                                       | 5.4            |                           |    | 山科方面出入口                                             | 京都府 | 京都市          | 伏見区          |
| -                                        | （油小路線接続部） |                                                         | 7.369          | 0.0                       |    | 料金計算上の分界点                                         | 京都府 | 京都市          | 伏見区          |
| -                                        | 巨椋池TB           |                                                         | 7.9            | 0.5                       |    | 本線料金所                                                 | 京都府 | 京都市          | 伏見区          |
| 1                                        | 巨椋池IC           |                                                         | 8.3            | 0.9                       |    | 大阪方面出入口                                             | 京都府 | 京都市          | 伏見区          |
| 2                                        | 久御山JCT          | E88 京滋バイパス                                        | 9.4            | 2.0                       |    |                                                            | 京都府 | 久世郡 久御山町 | 久世郡 久御山町 |
| 3                                        | 久御山南IC         | 府道15号宇治淀線                                        | 12.2           | 4.8                       |    | 大阪方面出入口                                             | 京都府 | 久世郡 久御山町 | 久世郡 久御山町 |
| 4                                        | 八幡東IC           |                                                         | 12.9           | 5.5                       |    | 京都方面出入口                                             | 京都府 | 八幡市          | 八幡市          |
| 10                                       | 八幡京田辺JCT      | E1A 新名神高速道路                                      | 16.1           | 8.7                       |    |                                                            | 京都府 | 八幡市          | 八幡市          |
| -                                        | 京田辺TB           |                                                         | 16.4           | 9.0                       |    | 本線料金所                                                 | 京都府 | 京田辺市        | 京田辺市        |
| 5                                        | 京田辺松井IC       |                                                         | 16.4           | 9.0                       |    | 大阪方面出入口                                             | 京都府 | 京田辺市        | 京田辺市        |
| -                                        | 京田辺PA/BS        |                                                         | 17.2           | 9.8                       | ○  |                                                            | 京都府 | 京田辺市        | 京田辺市        |
| 6                                        | 枚方東IC           | 国道307号 府道17号枚方高槻線                            | 18.8           | 11.4                      |    | 京都方面出入口                                             | 大阪府 | 枚方市          | 枚方市          |
| 7                                        | 枚方学研IC         |                                                         | 20.4           | 13.0                      |    | 大阪方面出入口                                             | 大阪府 | 枚方市          | 枚方市          |
| 8                                        | 交野北IC           | 府道7号枚方大和郡山線                                   | 22.0           | 14.6                      |    | 京都方面出入口                                             | 大阪府 | 交野市          | 交野市          |
| 9                                        | 交野南IC           | 国道168号 府道20号枚方富田林泉佐野線                    | 25.9           | 18.5                      |    | 大阪方面出入口                                             | 大阪府 | 枚方市          | 枚方市          |
| 10                                       | 寝屋川北IC         |                                                         | 26.8           | 19.4                      |    | 京都方面出入口                                             | 大阪府 | 寝屋川市        | 寝屋川市        |
| 11                                       | 寝屋川南IC         |                                                         | 31.5           | 24.1                      |    | 大阪方面出入口                                             | 大阪府 | 寝屋川市        | 寝屋川市        |
| 12                                       | 第二京阪門真IC     | 府道2号大阪中央環状線 府道15号八尾茨木線                | 34.8           | 27.4                      |    | 京都方面出入口                                             | 大阪府 | 門真市          | 門真市          |
| -                                        | 門真TB             |                                                         | 35.7           | 28.3                      |    | 本線料金所 大阪方面のみ                                    | 大阪府 | 門真市          | 門真市          |
| 3-1                                      | 門真JCT            | E26 近畿自動車道                                        | 35.7           | 28.3                      |    |                                                            | 大阪府 | 門真市          | 門真市          |
| 阪神高速2号淀川左岸線 北港方面（事業中） |                    |                                                         |                |                           |    |                                                            |        |                 |                 |

### 主なトンネルと橋

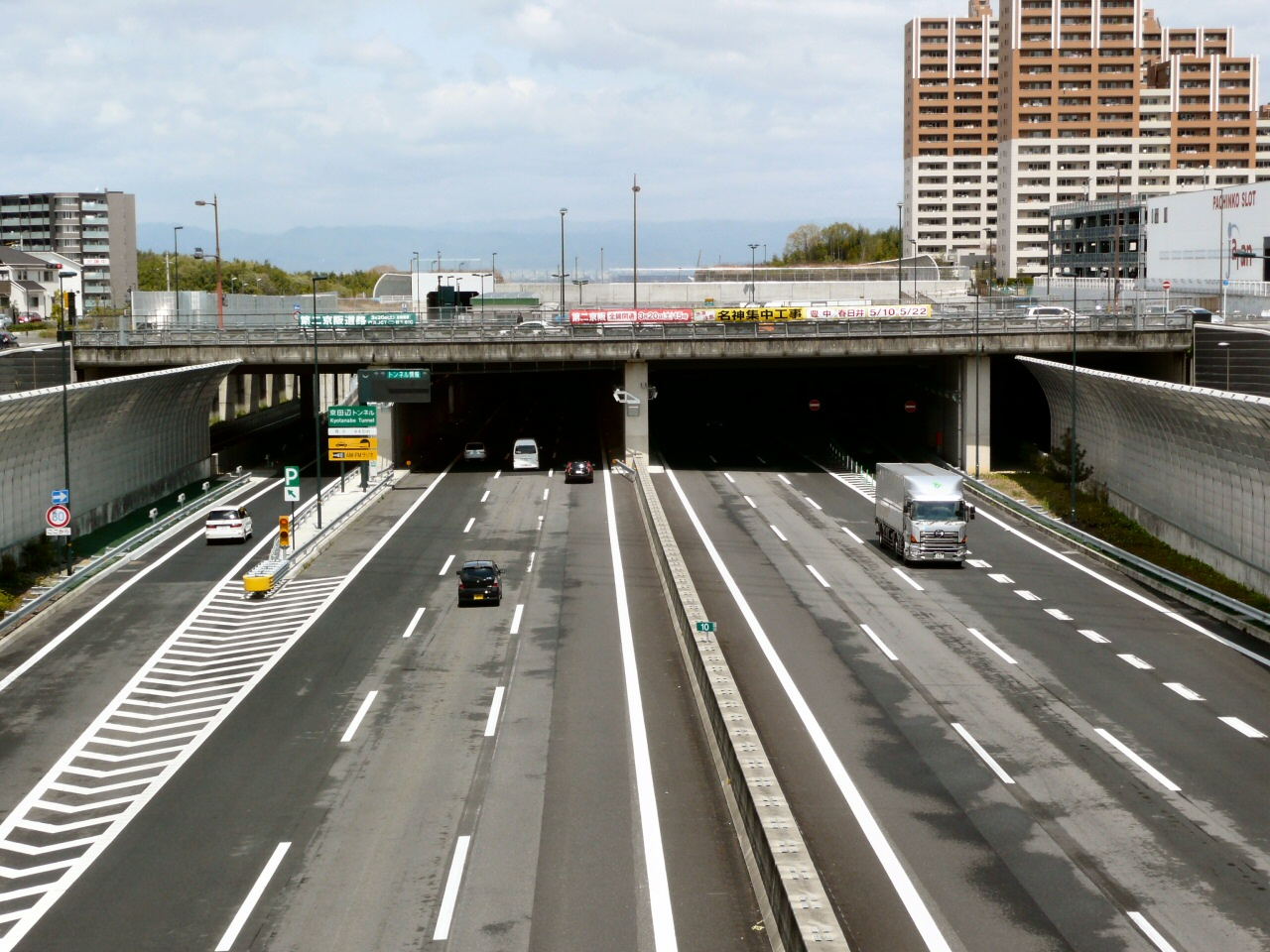
京田辺トンネル

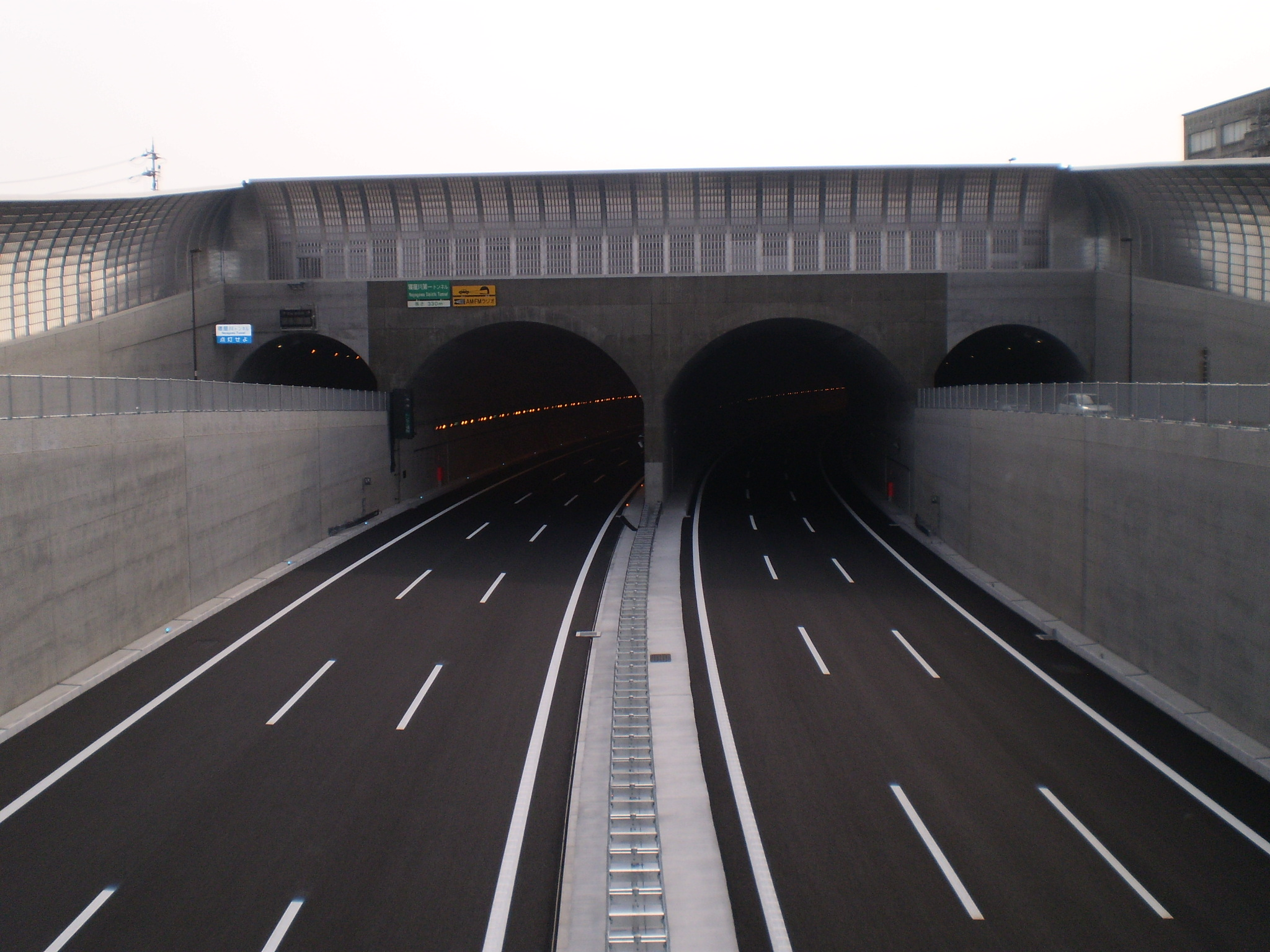
寝屋川第一トンネル

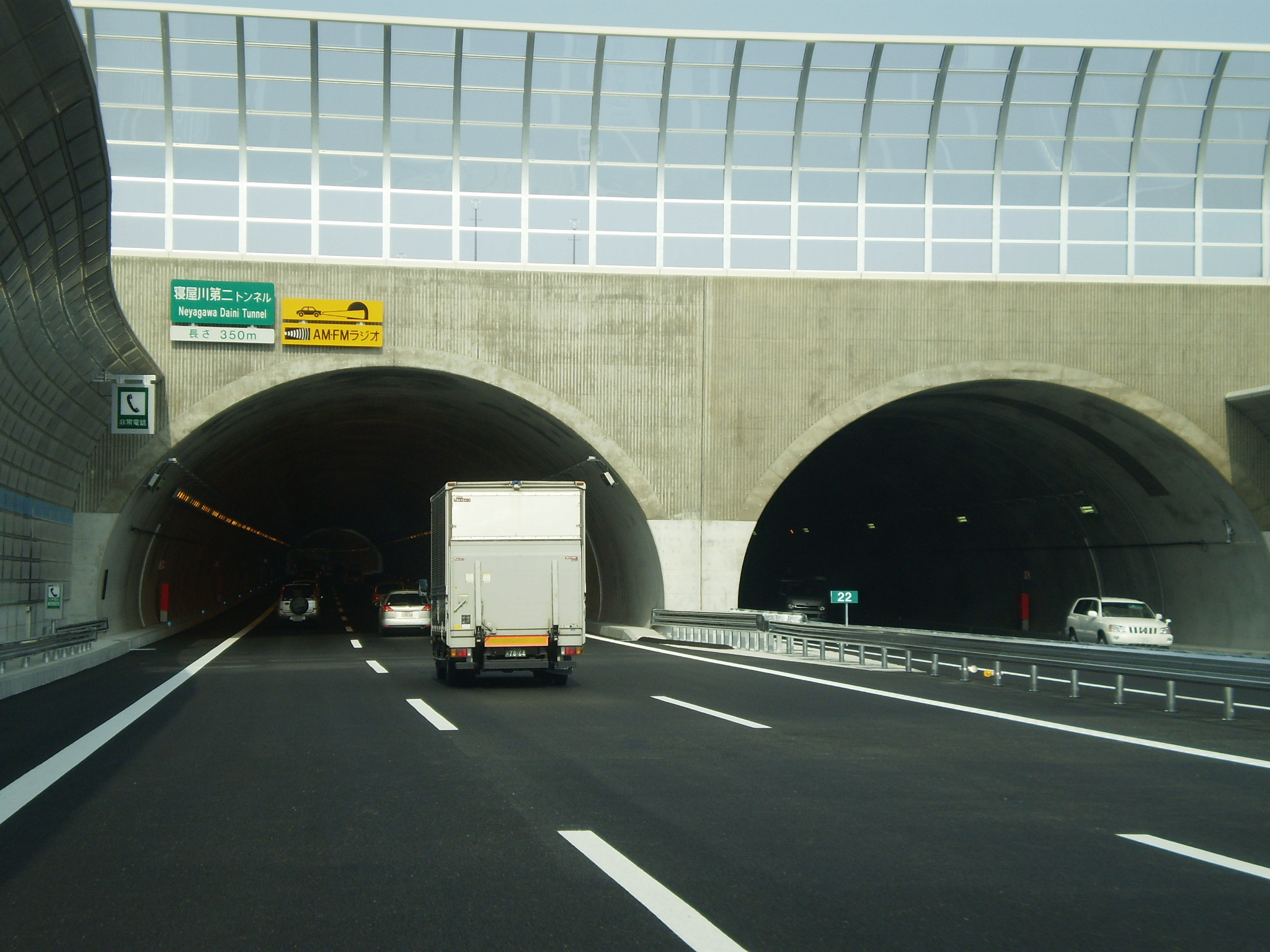
寝屋川第二トンネル

- 木津川橋（久御山南IC - 八幡東IC） : 430 m
- 京田辺トンネル（京田辺TB - 枚方東IC） : 445 m
開削工法により建設されており、全長のうち約110メートル (m) が、専用部本線・京田辺PAからの流入ランプ・一般部本線・一般部側道（山手幹線と接続するランプ）から構成される8連ボックスカルバート構造である。なお、一般部本線と側道はボックスカルバート内で合流しているため、京都側から見ると6連構造である。残り約330 mは、PC橋梁構造で本線上に建設されている京田辺PAの真下の部分である。この部分は、厳密には橋梁下でありトンネルではないが、十分な長さがあるため、照明・非常電話・AM/FMラジオ再送信設備などトンネルと同様の設備が備えられている。
- 長尾東トンネル（京田辺PA - 枚方東IC） : 200 m
- 長尾台トンネル（京田辺PA - 枚方東IC） : 160 m
- 津田東トンネル（枚方東IC - 枚方学研IC） : 300 m
- 寝屋川第一トンネル（寝屋川北IC - 寝屋川南IC） : 330 m
専用部と一般部から構成される「4連めがねトンネル」である。4連アーチカルバート構造で開削工法により建設された。
- 寝屋川第二トンネル（寝屋川北IC - 寝屋川南IC） : 350 m
専用部と一般部から構成される「4連めがねトンネル」である。全長のうち約265 mがNATM工法により建設され、2008年5月8日に貫通した。残り約85 mは4連アーチカルバート構造で開削工法により建設された。

寝屋川第一トンネルと寝屋川第二トンネルは整備時に一体で小路トンネル（全長780 m）の仮称で呼ばれていた が、途中の約100 mの天井部分に開口部が設けられていることから、この部分をトンネルとは扱わず2つのトンネルに分けられた。

### 歴史
- 1969年（昭和44年）5月23日 : 大阪府域区間、都市計画決定（一部は1971年2月8日決定）。
- 1983年（昭和58年） : 枚方市津田東町3丁目（国道307号交点） - 門真市大字稗島（大阪府道2号大阪中央環状線交点）間、事業化。
- 1985年（昭和60年）4月12日 : 京都府域区間、都市計画決定。
- 1986年（昭和61年） : 京都市伏見区横大路下三栖里ノ内（京都外環状線および油小路通交点） - 枚方市津田東町3丁目（国道307号交点）間、事業化。
- 1989年（平成元年）8月25日 : 久御山JCT部分、都市計画変更。〔国道478号京滋バイパスとの接続を追加〕
- 1990年（平成2年）4月16日 : 大阪府域（寝屋川市、四條畷市、門真市）区間、都市計画変更。〔一般部車線減少、環境施設帯追加〕
- 1991年（平成3年）9月20日 : 京田辺PA部分、都市計画変更。〔立体道路制度活用による休憩施設追加〕
- 1992年（平成4年）
  - 1月31日 : 大阪府域（枚方市、交野市）区間、都市計画変更。〔一般部車線減少、環境施設帯追加〕
  - 11月13日 : 専用部巨椋池IC - 門真JCT間、事業許可。
- 2002年（平成14年）2月19日 : 巨椋池TB部分、都市計画変更。
- 2003年（平成15年）3月30日 : 巨椋池IC - 枚方東IC間開通。
- 2008年（平成20年）1月19日 : 阪神高速8号京都線接続部 - 巨椋池IC間開通。
- 2009年（平成21年）
  - 6月2日 : 京田辺PA部分、都市計画変更。〔規模縮小〕
  - 10月13日 : 運輸関係者や報道関係者などを対象に、建設中区間の内覧会を開催。
- 2010年（平成22年）
  - 3月14日 : 抽選で選ばれた約2500人が開通前の区間を自転車で走る「大阪サイクルイベント」を開催。
  - 3月20日 : 枚方東IC - 門真JCT間開通に伴い全線開通、京田辺松井IC・京田辺PA開設。
- 2017年（平成29年）4月30日 : 八幡京田辺JCTで新名神高速道路と接続[11]。
- 2019年（平成31年）4月1日 : 阪神高速8号京都線の会社境界点 － 鴨川東ICが国道1号へ指定の上、本路線へ編入。
- 2020年（令和2年）4月1日 : 下り線鴨川東IC - 鴨川西IC間への本線料金所設置工事のため、同区間が長期通行止め（2021年2月26日解除）となる[12]。
- 2021年（令和3年）2月26日 : 鴨川西本線料金所が運用開始[13]。

### 道路管理者
- NEXCO西日本 関西支社
  - 京都高速道路事務所 : 鴨川東IC - 枚方東IC
  - 大阪高速道路事務所 : 枚方東IC - 門真JCT

### ハイウェイラジオ
- 八幡（八幡東IC - 京田辺TB）
- 交野（枚方学研IC - 寝屋川北IC）
- 寝屋川（寝屋川北IC - 寝屋川南IC）

### 車線・最高速度
| 区間                                  | 車線 上下線=上り線+下り線 | 最高速度 | 設計速度 | 備考     |
| ------------------------------------- | ------------------------- | -------- | -------- | -------- |
| 鴨川東IC - 上鳥羽IC                   | 2=1+1                     | 60 km/h  | 60 km/h  |          |
| 上鳥羽IC - 城南宮北IC                 | 3=1+2                     | 60 km/h  | 60 km/h  |          |
| 城南宮北IC - 旧阪神高速・第二京阪境界 | 4=2+2                     | 80 km/h  | 60 km/h  |          |
| 旧阪神高速・第二京阪境界 - 巨椋池TB   | 4=2+2                     | 60 km/h  | 60 km/h  |          |
| 巨椋池TB - 久御山JCT                  | 4=2+2                     | 80 km/h  | 80 km/h  |          |
| 久御山JCT - 京田辺TB                  | 6=3+3                     | 80 km/h  | 80 km/h  |          |
| 京田辺TB - 枚方東IC                   | 6=3+3                     | 80 km/h  | 80 km/h  | 欄外参照 |
| 枚方東IC - 第二京阪門真IC             | 6=3+3                     | 80 km/h  | 80 km/h  |          |
| 第二京阪門真IC - 門真JCT              | 4=2+2                     | 80 km/h  | 80 km/h  |          |

- 京田辺TB - 枚方東ICは、開通（2003年3月30日）から2008年12月頃までは4=2+2であった。2008年12月頃から2010年3月19日までは京田辺PA建設工事と6車線化工事のため、2=1+1に車線規制されていた。

### 料金
元は阪神高速8号京都線で2019年4月1日にNEXCO西日本に移管された区間（油小路線。以下、編入区間という）と、開業時からNEXCO西日本が営業している区間（以下、既存区間という）は、別料金である。
なお、編入区間と既存区間との正確な境界（旧・会社境界点）は、京都市伏見区向島大黒であるが、本節では便宜上、巨椋池本線料金所として記述する。

#### 編入区間の料金
移管に伴い、2車種区分の均一制から5車種区分のETC利用を基本とする対距離制に移行した。非ETC車の料金および収受方式は入口から利用可能な最長区間の料金を入口料金所で収受する単純支払方式であり、同じ区間・車種でも方向によって料金が異なる場合がある。
料金水準は高速自動車国道の大都市近郊区間を基本とするが、固定額（ターミナルチャージ）相当分は消費税抜きで250円としている。ただし、2019年3月31日時点の料金（2019年10月1日以降はこれに消費税率引上げ分を転嫁した料金）を上限とする。
| 区間                          | 距離  | ETC     | 方向 | 軽自動車等 | 普通車 | 中型車 | 大型車 | 特大車 |
| ----------------------------- | ----- | ------- | ---- | ---------- | ------ | ------ | ------ | ------ |
| 起点 - 巨椋池本線料金所       | 7.4km | ETC車   | -    | 460円      | 460円  | 460円  | 670円  | 940円  |
| 起点 - 巨椋池本線料金所       | 7.4km | 非ETC車 | -    | 460円      | 460円  | 460円  | 670円  | 940円  |
| 鴨川西IC - 伏見IC             | 4.8km | ETC車   | -    | 400円      | 430円  | 460円  | 530円  | 700円  |
| 鴨川西IC - 伏見IC             | 4.8km | 非ETC車 | 下り | 450円      | 460円  | 460円  | 640円  | 880円  |
| 鴨川西IC - 伏見IC             | 4.8km | 非ETC車 | 上り | 420円      | 450円  | 460円  | 560円  | 760円  |
| 城南宮南IC - 巨椋池本線料金所 | 3.4km | ETC車   | -    | 360円      | 390円  | 410円  | 460円  | 580円  |
| 城南宮南IC - 巨椋池本線料金所 | 3.4km | 非ETC車 | 下り | 360円      | 390円  | 410円  | 460円  | 580円  |
| 城南宮南IC - 巨椋池本線料金所 | 3.4km | 非ETC車 | 上り | 460円      | 460円  | 460円  | 670円  | 940円  |

#### 既存区間の料金
巨椋池本線料金所 - 京田辺松井IC間をA区間、京田辺松井IC - 交野南IC間をB区間、交野南IC - 門真JCT間をC区間として、A区間は対距離制で京滋バイパス・新名神と共通の入口発券方式、B区間とC区間はそれぞれ均一制であったが、2017年6月3日に料金体系が変更され、ETC車はA区間・B区間・C区間を一体とした対距離制に移行した。
新たな料金水準は高速自動車国道の大都市近郊区間を基本とするが、固定額（ターミナルチャージ）相当分は消費税抜きで250円としている。また、2017年6月2日時点の料金（2019年10月1日以降はこれに消費税率引上げ分を転嫁した料金）を上限とする。
非ETC車のB区間・C区間はそれぞれの区間内で走行可能な最長区間の料金になり、同じ走行区間・車種でも方向によって料金や収受方式が異なる場合がある。
下り線を通行する場合（門真方面行き）
- A区間（京滋バイパス・新名神を含む）からB区間へ通行する場合、京田辺本線料金所で交野南ICまでの料金を収受される（ただし、交野南ICでは一般道路へ流出できない）。なお、B区間の出口インターチェンジに料金所はない。
- B区間内で流入する場合、入口料金所で交野南ICまでの料金を収受される。
- C区間の料金は、C区間を出る際に（出口料金所または門真本線料金所で）収受される。門真本線料金所では近畿道の料金との合併収受になる。なお、C区間の入口インターチェンジに料金所はない。

上り線を通行する場合（京都方面行き）
- C区間の料金は、C区間・B区間内の出口料金所あるいは京田辺本線料金所で収受される。なお、C区間の入口インターチェンジ（門真JCTを含む）に料金所はない。
- B区間内で流入する場合、入口料金所で入口証明券が発行され、出口料金所でB区間の料金が収受される（入口証明券がない場合は、C区間からの連続利用とみなされてC区間の料金も収受される）。
- B区間の料金は、京田辺本線料金所では収受されない。A区間の料金を支払う料金所でA区間の料金と一体で収受される。
- A区間の料金（C区間・B区間から走行した場合はB区間の料金も）は、（新名神・京滋バイパスに直通した場合も含め）最終出口料金所で収受される。
- A区間から編入区間に直通する場合、巨椋池本線料金所ではA区間の料金（C区間・B区間から走行した場合はB区間の料金も）と編入区間の料金の合併収受となる。

| 区間                       | 距離   | ETC     | 方向 | 軽自動車等 | 普通車  | 中型車  | 大型車  | 特大車  |
| -------------------------- | ------ | ------- | ---- | ---------- | ------- | ------- | ------- | ------- |
| 巨椋池本線料金所 - 門真JCT | 28.3km | ETC車   | -    | 810円      | 1,000円 | 1,170円 | 1,570円 | 2,420円 |
| 巨椋池本線料金所 - 門真JCT | 28.3km | 非ETC車 | -    | 1,110円    | 1,360円 | 1,620円 | 2,240円 | 3,350円 |
| 京田辺松井IC - 門真JCT     | 19.3km | ETC車   | -    | 730円      | 900円   | 1,030円 | 1,310円 | 2,000円 |
| 京田辺松井IC - 門真JCT     | 19.3km | 非ETC車 | -    | 740円      | 940円   | 1,100円 | 1,510円 | 2,270円 |
| 京田辺松井IC - 寝屋川北IC  | 10.4km | ETC車   | -    | 550円      | 610円   | 680円   | 830円   | 1,200円 |
| 京田辺松井IC - 寝屋川北IC  | 10.4km | 非ETC車 | 下り | 670円      | 770円   | 830円   | 1,050円 | 1,480円 |
| 京田辺松井IC - 寝屋川北IC  | 10.4km | 非ETC車 | 上り | 740円      | 940円   | 1,100円 | 1,510円 | 2,270円 |
| 寝屋川南IC - 門真JCT       | 4.2km  | ETC車   | -    | 370円      | 410円   | 440円   | 500円   | 650円   |
| 寝屋川南IC - 門真JCT       | 4.2km  | 非ETC車 | 下り | 370円      | 470円   | 580円   | 780円   | 1,150円 |
| 寝屋川南IC - 門真JCT       | 4.2km  | 非ETC車 | 上り | 370円      | 410円   | 440円   | 500円   | 650円   |

#### ETC特別割引
ETC車に限り、全線開通の日から2017年6月2日まで次の料金割引が実施された。時間帯割引の条件を満たす場合は、特別割引→時間帯割引の順で重複適用された。
第二京阪連続利用割引
第二京阪道路のA区間 - C区間を連続走行する場合に、下記の料金を割り引く。
| 区間 | 割引額     | 割引額 | 割引額 | 割引額 | 割引額  |
| 区間 | 軽自動車等 | 普通車 | 中型車 | 大型車 | 特大車  |
| --- | ---------- | ------ | ------ | ------ | ------- |
| 第二京阪道路A区間 - C区間連続走行 （巨椋池IC、久御山南IC - 寝屋川北IC、第二京阪門真IC、門真JCT）                            | 180円      | 250円  | 340円  | 520円  | 1,010円 |
| 京滋バイパス京都府内区間 - 第二京阪道路C区間連続走行 （笠取IC、宇治西IC、久御山淀IC - 寝屋川北IC、第二京阪門真IC、門真JCT） | 180円      | 250円  | 340円  | 520円  | 1,010円 |
| 阪神高速8号京都線 - 第二京阪道路C区間連続走行 （阪神高速8号京都線各ランプ - 寝屋川北IC、第二京阪門真IC、門真JCT）           | 280円      | 350円  | 440円  | 670円  | 1,320円 |

第二京阪ネットワーク割引
大山崎IC以東のインターチェンジ（名神高速道路、京滋バイパスなど）- 門真JCTの間を第二京阪道路を経由して走行する場合の料金は、大山崎IC以東のインターチェンジ - 吹田JCTの間の料金と同額に割り引く（第二京阪連続利用割引の方が安い場合にはそちらが適用される。この場合は名神高速道路経由の場合の料金も第二京阪連続利用割引適用料金と同額に割り引かれる）。
近畿道乗継利用割引
第二京阪道路のB区間・C区間のインターチェンジ発着で、近畿自動車道を経由して阪神高速13号東大阪線あるいは12号守口線を連続走行する場合に、近畿道の料金から下記の料金を割り引く。
| 区間 | 割引額     | 割引額 | 割引額 | 割引額 | 割引額 |
| 区間 | 軽自動車等 | 普通車 | 中型車 | 大型車 | 特大車 |
| --- | ---------- | ------ | ------ | ------ | ------ |
| 第二京阪道路B・C区間 - 近畿道 - 阪神高速13号東大阪線・12号守口線 （京田辺松井IC、枚方学研IC、交野南IC、寝屋川南IC - 門真JCT - 東大阪JCT/守口JCT - 阪神高速） | 200円      | 250円  | 250円  | 380円  | 590円  |

第二京阪特定区間割引
- 枚方東IC期間限定割引：枚方東IC発着の場合に、下記の料金を割り引く。

| 割引額     | 割引額 | 割引額 | 割引額 | 割引額 |
| 軽自動車等 | 普通車 | 中型車 | 大型車 | 特大車 |
| ---------- | ------ | ------ | ------ | ------ |
| 150円      | 250円  | 250円  | 410円  | 820円  |

- 寝屋川北IC期間限定割引：寝屋川北ICと、京田辺松井IC、枚方学研IC、交野南ICのいずれかのインターチェンジとの相互間を走行する場合に、下記の料金を割り引く。

| 割引額     | 割引額 | 割引額 | 割引額 | 割引額 |
| 軽自動車等 | 普通車 | 中型車 | 大型車 | 特大車 |
| ---------- | ------ | ------ | ------ | ------ |
| 180円      | 270円  | 340円  | 460円  | 770円  |

2017年6月3日からのETC新料金は、特別割引のうち第二京阪連続利用割引と第二京阪特定区間割引の適用後料金を上回らないよう設定されていた。

### 交通量
24時間交通量（台）　道路交通センサス
| 区間                           | 平成17（2005）年度 | 平成22（2010）年度 | 平成27（2015）年度 | 令和3（2021）年度 |
| ------------------------------ | ------------------ | ------------------ | ------------------ | ----------------- |
| 阪神高速8号線接続部 - 巨椋池IC | 調査当時未開通     | 15,561             | 26,879             | 31,358            |
| 巨椋池IC - 久御山JCT           | 06,334             | 21,315             | 33,533             | 31,358            |
| 久御山JCT - 久御山南IC         | 12,543             | 40,548             | 59,161             | 75,882            |
| 久御山南IC - 八幡東IC          | 14,044             | 43,416             | 62,782             | 80,135            |
| 八幡東IC - 八幡京田辺JCT       | 07,045             | 34,503             | 51,046             | 69,799            |
| 八幡京田辺JCT - 京田辺松井IC   | 07,045             | 34,503             | 51,046             | 69,799            |
| 京田辺松井IC - 枚方東IC        | 07,045             | 36,901             | 57,665             | 68,534            |
| 枚方東IC - 枚方学研IC          | 調査当時未開通     | 33,715             | 54,048             | 61,366            |
| 枚方学研IC - 交野北IC          | 調査当時未開通     | 37,414             | 60,921             | 69,136            |
| 交野北IC - 交野南IC            | 調査当時未開通     | 35,067             | 56,769             | 65,404            |
| 交野南IC - 寝屋川北IC          | 調査当時未開通     | 41,263             | 67,201             | 76,624            |
| 寝屋川北IC - 寝屋川南IC        | 調査当時未開通     | 35,388             | 61,971             | 68,013            |
| 寝屋川南IC - 第二京阪門真IC    | 調査当時未開通     | 39,503             | 66,678             | 76,101            |
| 第二京阪門真IC - 門真JCT       | 調査当時未開通     | 29,696             | 54,685             | 59,549            |

（出典：「平成22年度道路交通センサス」・「平成27年度全国道路・街路交通情勢調査」・「令和3年度　全国道路・街路交通情勢調査」（国土交通省ホームページ）より一部データを抜粋して作成）
- 令和2年度に実施予定だった交通量調査は、新型コロナウイルスの影響で延期された[19]。

枚方東IC - 門真JCT間の開通後1か月における1日当たりの平均交通量は、初年度予想の2万6000台を上回る約3万3000台（開通後1週間は約3万8000台）となった。また、以前より開通していた久御山JCT - 枚方東IC間も全線開通により近畿自動車道と直結したことなどから、開通後1週間で前年期に比べ4倍近い4万1000台に増加している。
第二京阪の全線開通後、並行する名神高速道路の大山崎JCT - 吹田JCTや国道1号では交通量が約1万台減少し渋滞も減少しているが、その一方で接続先の京滋バイパスの瀬田東JCT - 久御山JCT間では約1万2000台増加しており渋滞も増加している。
10年後の1日当たりの交通量について、旧日本道路公団は約8万台と予測していたが、民営化後のNEXCO西日本は約5万台と見直している。

### ギャラリー

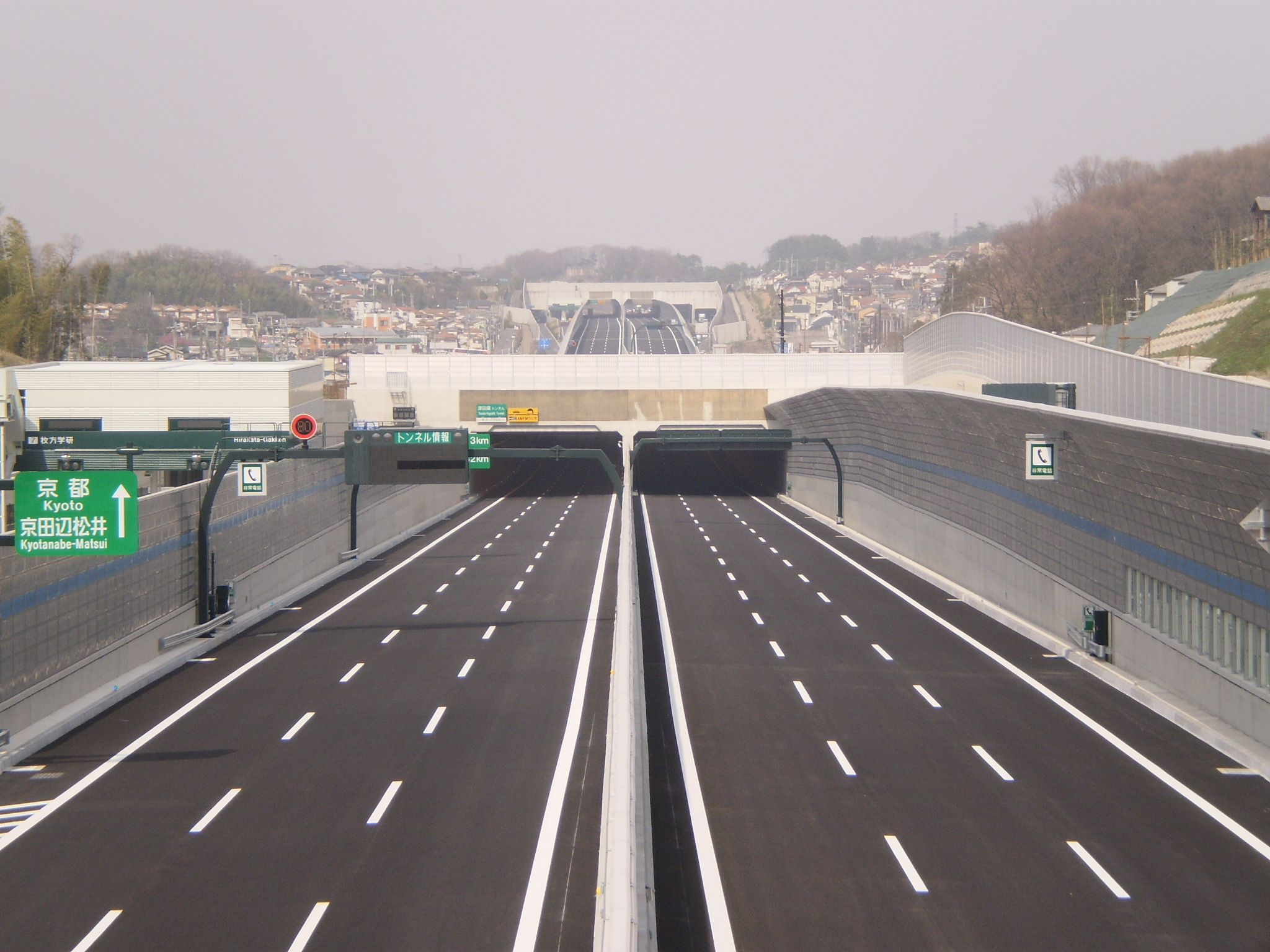
枚方学研IC方面
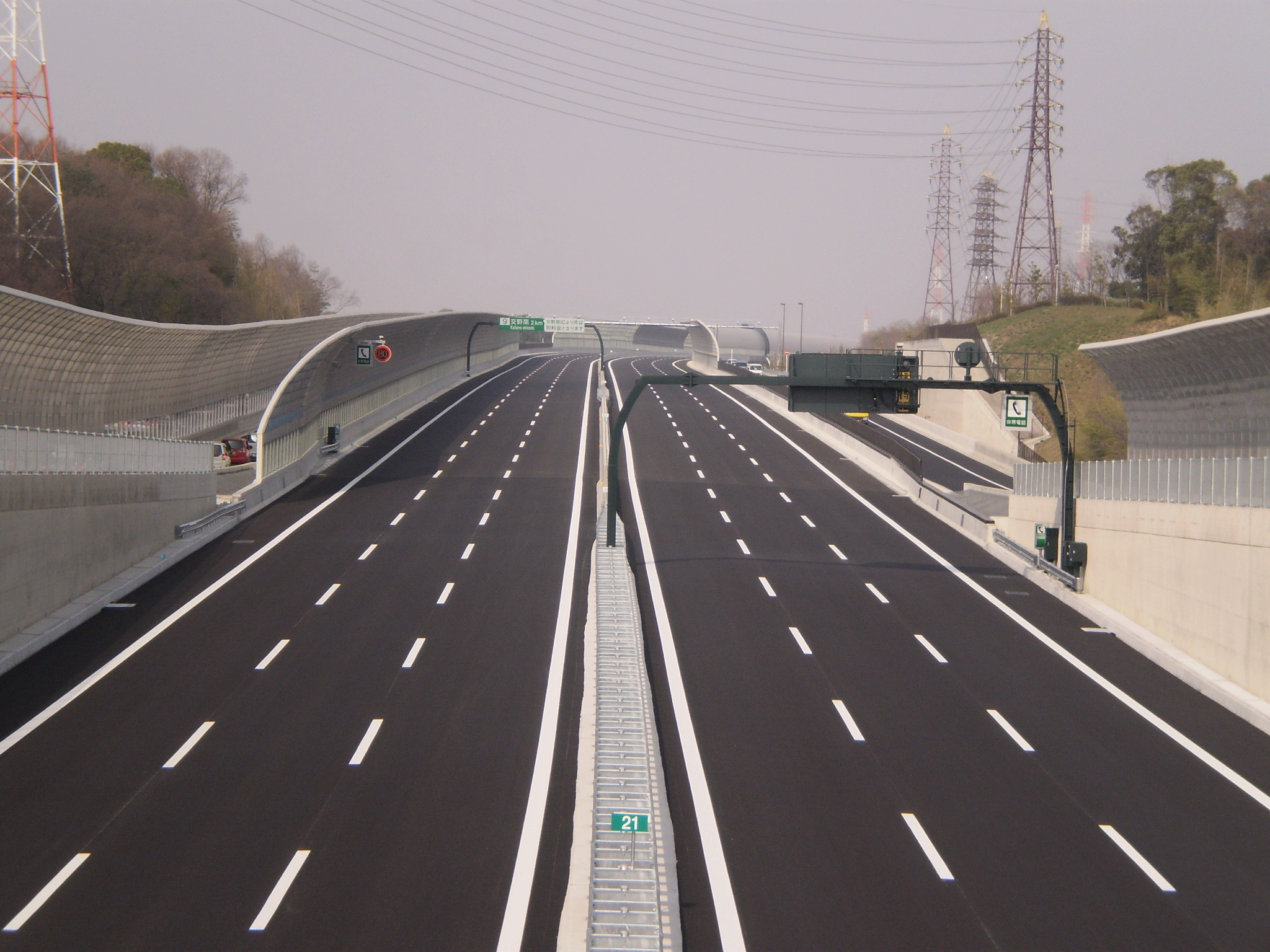
寝屋川北IC方面

## 一般部

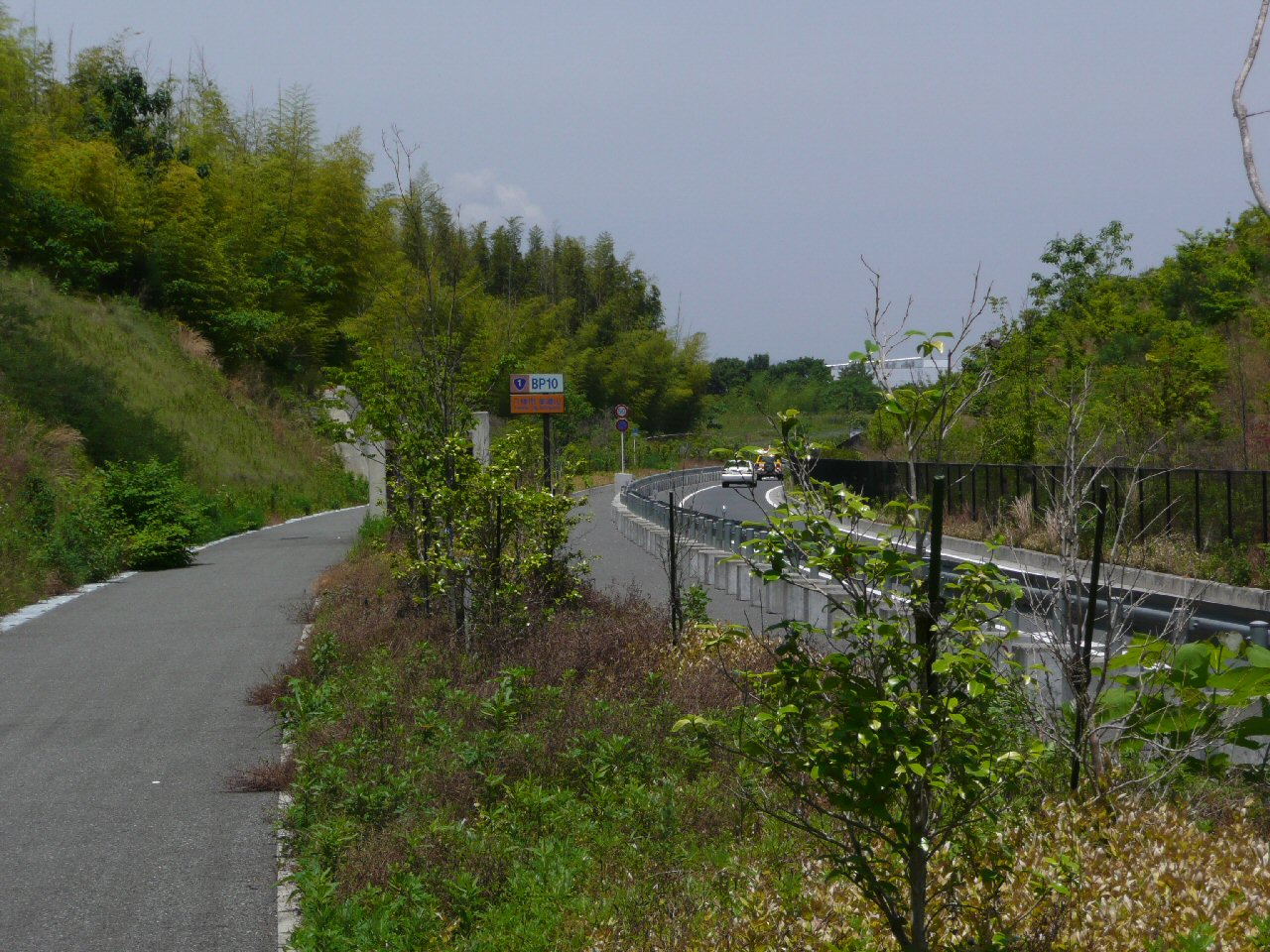
八幡JCT予定地付近の一般部

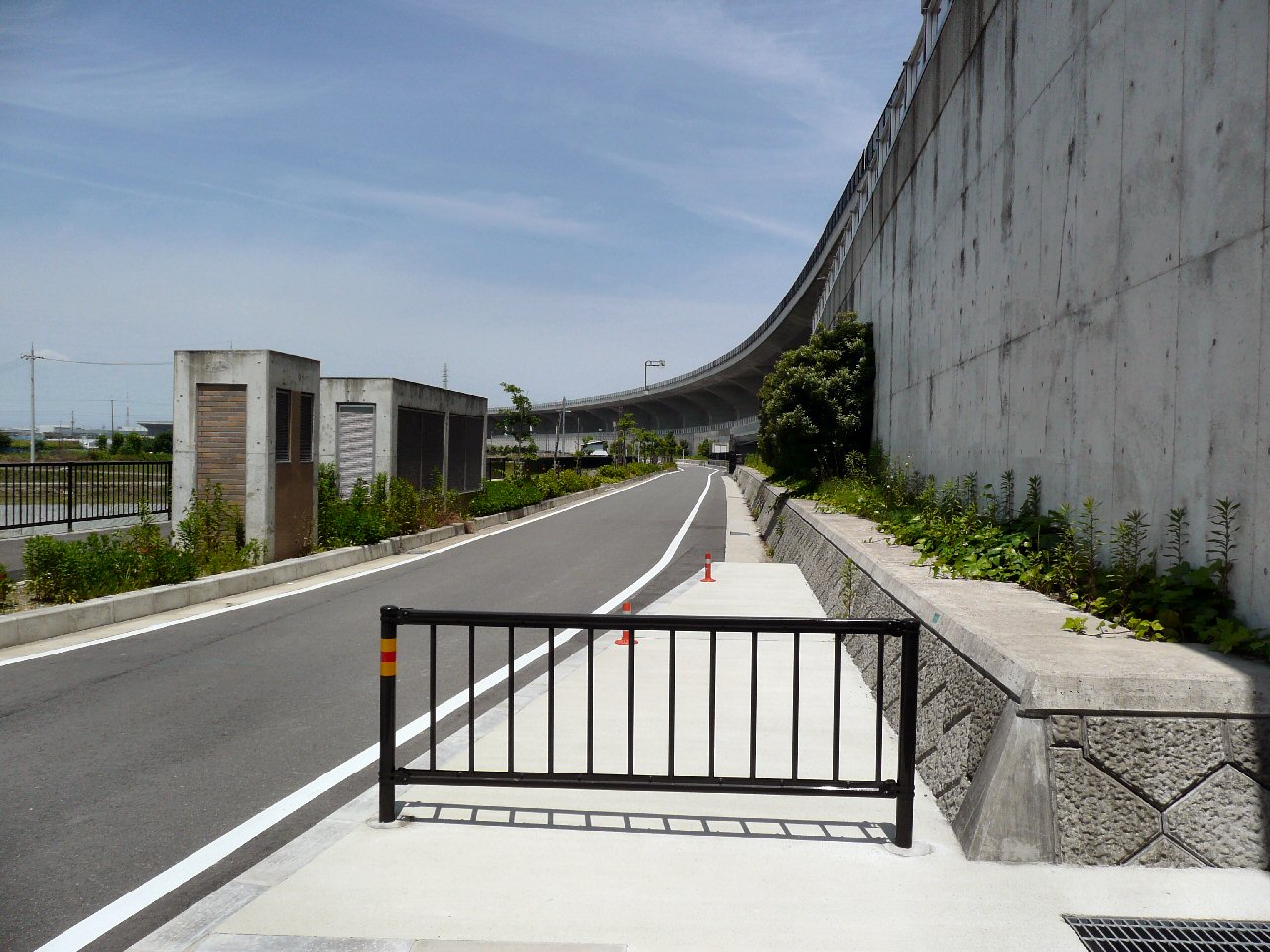
京田辺市松井付近の環境施設帯

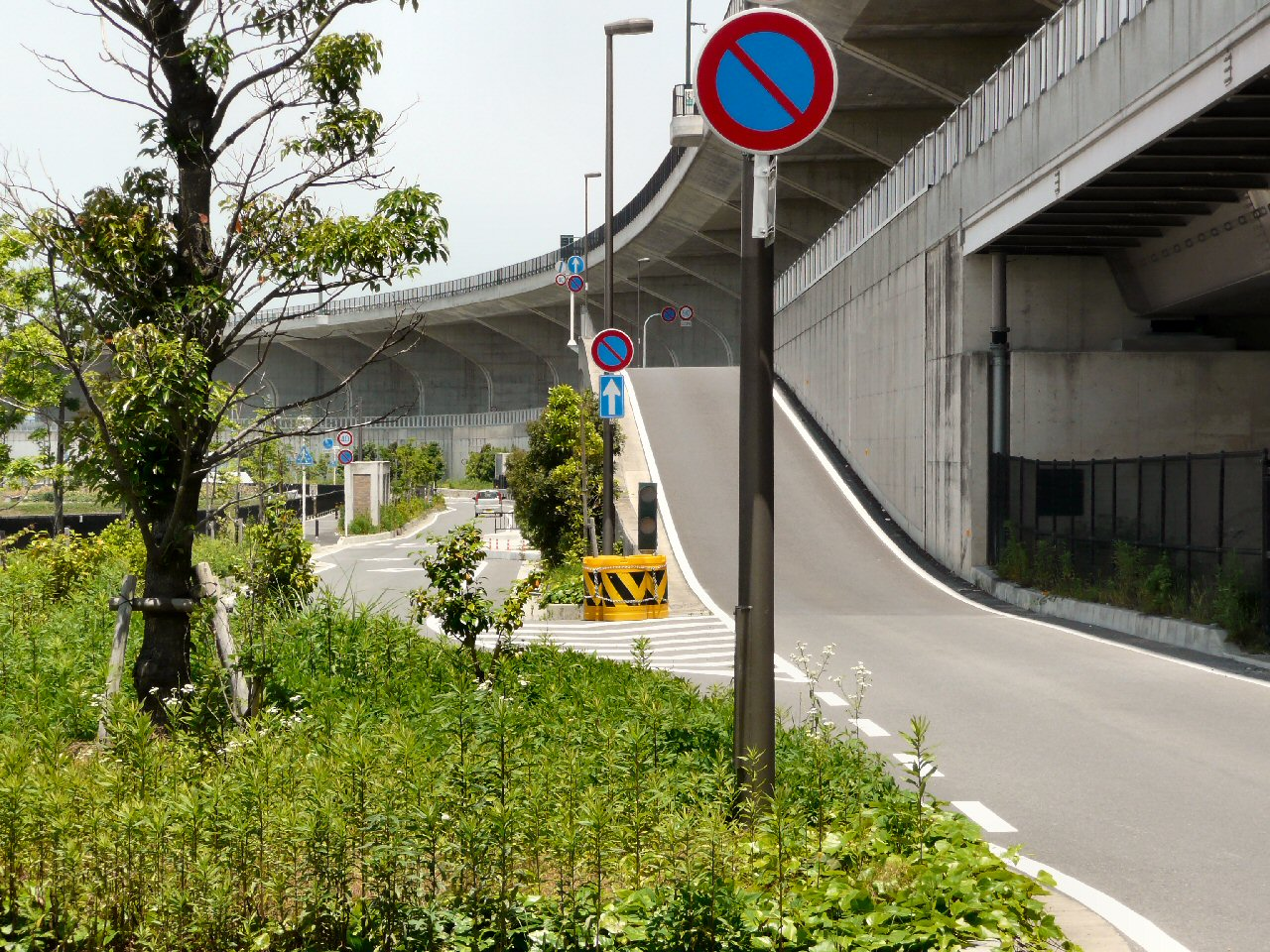
京田辺市松井付近の一般部本線と副道とを接続するランプ部。上から専用部、一般部本線、副道（環境施設帯）の3層構造になっている。

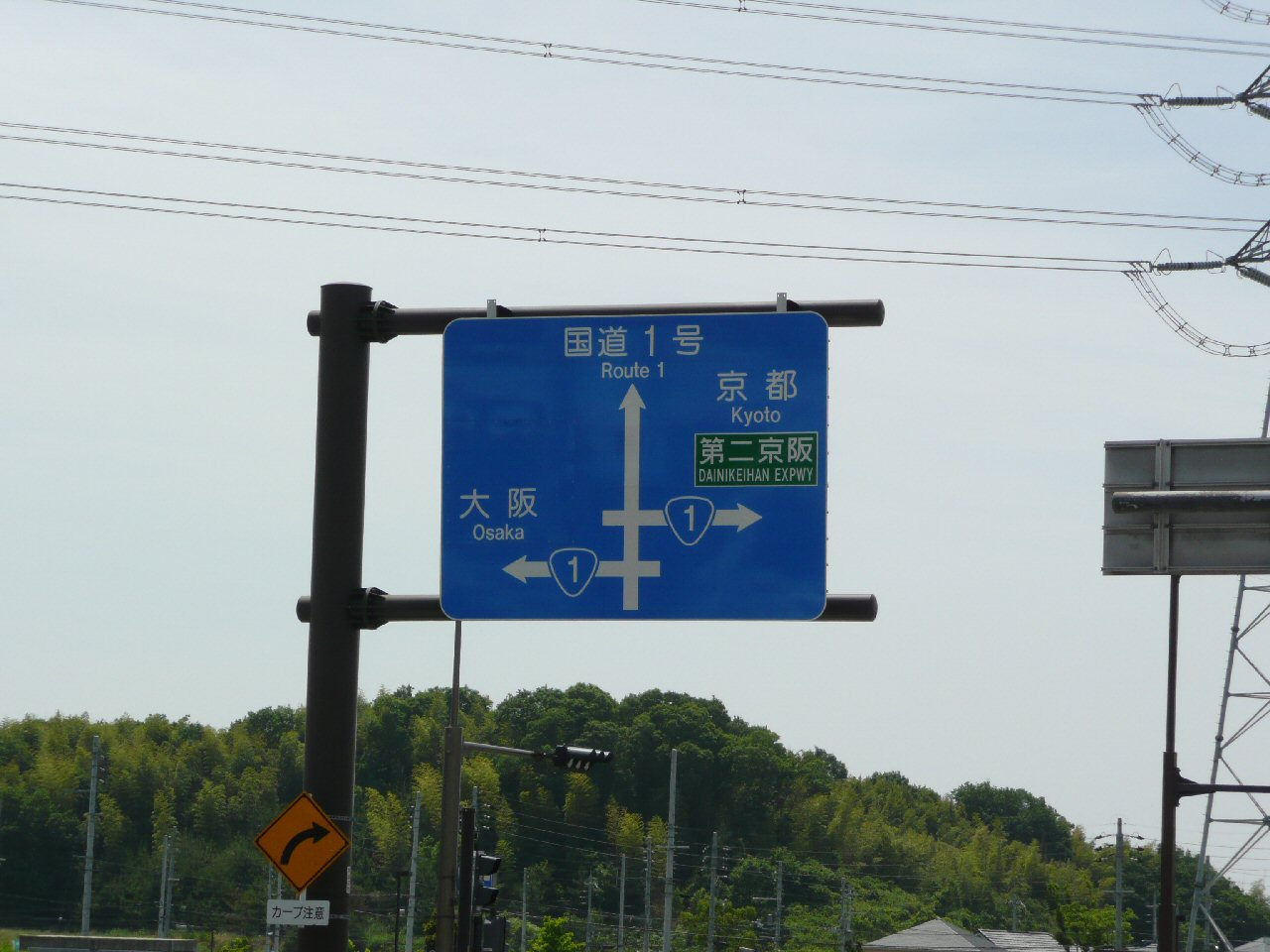
市道山手幹線との交点の山手幹線西行き側にある標識。第二京阪道路一般部に国道1号を示す表示があるが、枚方バイパスへつながる直進方向が「国道1号」と案内されている。

延長約29.7 kmの一般道路である。
都市計画道路の路線名および国土交通省の事業名は、洛南道路（京都府内の京滋バイパス以北・延長約3.3 km）・京都南道路（京都府内の京滋バイパス以南・延長約8.8 km）・大阪北道路（大阪府内・延長約17.6 km）となっている。

### 計画諸元
- 起点 : 京都市伏見区横大路下三栖
- 終点 : 門真市大字稗島
- 道路規格 : 第3種第1級、第3種第2級
- 設計速度 : 60 km/h
- 車線数 : 4車線、2車線

### 概要
事業主体・道路管理者とも国土交通省である。
一般部は専用部の側道の位置づけであり、専用部インターチェンジと主要道路との連絡と、沿道地域間交通での利用が想定されている。このため、周辺地域に設置されている案内標識では、「国道1号」の表示で枚方バイパスへ、自動車専用道路を示す緑色の「第二京阪」の表示で第二京阪道路の一般部を経由して専用部へ誘導されるようになっている。
起点は専用部の起点よりも約1.4 km北の京都外環状線交点であるため、阪神高速8号京都線の専用部編入まで一般部の延長距離は専用部のそれよりも長くなっていた。2019年4月の阪神高速8号京都線編入以降は専用部の起点が鴨川東ICになったため、専用部の延長（35.7 km）が一般部（29.7 km）よりも6.0 km長くなっている。
京田辺松井IC以北と国道170号交点以南は片側2車線（第3種第1級・設計速度60 km/h）、京田辺松井ICから国道170号交点までは片側1車線（第3種第2級・設計速度60 km/h）である。ただし、京田辺松井ICから国道170号交点までの区間でも、枚方東ICから枚方学研ICまでの区間は片側2車線となっている。また、私部西5交差点から交野南ICまでの区間も一部片側2車線となっている。
京滋バイパス以南については、道路の両脇に副道（一方通行で1車線）・自転車歩行者道・植栽帯からなる環境施設帯を設置している。原則として主要道路以外には副道を経由して接続している。なお、副道は、京田辺松井IC付近から枚方東IC付近などの一部の区間や本線と交差道路との交差点付近には設置されておらず、副道のみを連続して走行することはできない。
歩道は全線で幅員が広く、自転車通行可の区間が多いが、枚方市内では自転車の歩道乗車通行が禁止されている区間がある。
当初の計画は、一般部は片側2車線の本線と片側2車線の側道からなっており、京阪国道の機能を完全に代替することになっていた。しかし、沿線住民の反対運動などもあり、側道部分を環境施設帯に変更するとともに、住宅地の中を通過する京田辺松井ICから国道170号交点までの区間では本線部分も片側1車線に変更し、枚方バイパスの機能を補完するという現在の形になった。このため、片側1車線区間では渋滞が頻発している。
環境施設帯の地下には共同溝（幹線共同溝・電線共同溝）が木津川左岸から大阪中央環状線の間で設置される。現在、京都府内の区間が完成しており、大阪府内の区間では建設が進められている。また、寝屋川流域の治水対策としての寝屋川北部地下河川が寝屋川南IC付近以南の区間で建設が進められている。

### 通過市町村
- 京都府
  - 京都市伏見区 - 久世郡久御山町 - 八幡市 - 京田辺市 - 八幡市 - 京田辺市 - 八幡市
- 大阪府
  - 枚方市 - 交野市 - 枚方市 - 交野市 - 寝屋川市 - 四條畷市 - 寝屋川市 - 門真市

### 交差する道路
| 交差する道路                            | 交差する場所 | 交差する場所 | 交差する場所              | 起点から (km) | 備考                                       |
| --------------------------------------- | ------------ | ------------ | ------------------------- | ------------- | ------------------------------------------ |
| 〈油小路通〉 大津・堀川五条方面         |              |              |                           |               |                                            |
| 市道188号観月橋横大路線〈京都外環状線〉 | 京都府       | 京都市       | 下三栖                    | 0.0           |                                            |
| 第二京阪道路（専用部）1 巨椋池IC        | 京都府       | 京都市       | -                         | 2.3           | 大阪方面出入口                             |
| 国道1号〈京滋バイパス〉                 | 京都府       | 久御山町     | 大内                      | 3.3           |                                            |
| 府道81号八幡宇治線                      | 京都府       | 久御山町     | 市田                      | 4.2           |                                            |
| 府道15号宇治淀線                        | 京都府       | 久御山町     | 佐山                      | 5.8           |                                            |
| 第二京阪道路（専用部）3 久御山南IC      | 京都府       | 久御山町     | -                         | 6.2           | 大阪方面出入口                             |
| 府道22号八幡木津線                      | 京都府       | 八幡市       | 八幡上津屋                | 6.9           |                                            |
| 第二京阪道路（専用部）4 八幡東IC        | 京都府       | 八幡市       | -                         | 7.2           | 京都方面出入口                             |
| 府道22号八幡木津線〈バイパス〉          | 京都府       | 八幡市       | 八幡内里東                | 7.4           |                                            |
| 府道282号内里城陽線                     | 京都府       | 八幡市       | 八幡内里                  | 8.0           |                                            |
| 府道251号富野荘八幡線〈バイパス〉       | 京都府       | 京田辺市     | （松井乾角）              | 9.0           | 立体交差（本道路が高架）                   |
| 府道251号富野荘八幡線                   | 京都府       | 京田辺市     | 松井山川                  | 9.3           | 立体交差（本道路が高架）                   |
| 第二京阪道路（専用部）5 京田辺松井IC    | 京都府       | 京田辺市     | -                         | 9.5           | 大阪方面への入口                           |
| 第二京阪道路（専用部）5 京田辺松井IC    | 京都府       | 京田辺市     | -                         | 9.9           | 大阪方面からの出口                         |
| 府道736号交野久御山線                   | 京都府       | 京田辺市     | 京田辺松井                | 10.5          |                                            |
| 〈山手幹線〉                            | 京都府       | 京田辺市     | 第二京阪口西/第二京阪口東 | 11.2          | 立体交差（本道路が掘割）                   |
| 第二京阪道路（専用部）6 枚方東IC        | 大阪府       | 枚方市       | -                         | 12.8          | 京都方面出入口                             |
| 府道17号枚方高槻線                      | 大阪府       | 枚方市       | 長尾台3丁目               | 13.2          |                                            |
| 国道307号                               | 大阪府       | 枚方市       | 津田北町3                 | 13.5          |                                            |
| 第二京阪道路（専用部）7 枚方学研IC      | 大阪府       | 枚方市       | -                         | 14.2          | 大阪方面出入口                             |
| 府道7号枚方大和郡山線                   | 大阪府       | 交野市       | （東倉治1丁目）           | 16.2          | 立体交差（本道路が高架）、京都方面のみ接続 |
| 第二京阪道路（専用部）8 交野北IC        | 大阪府       | 交野市       | -                         | 16.5          | 京都方面出入口                             |
| 府道7号枚方大和郡山線〈バイパス〉       | 大阪府       | 交野市       | 青山3                     | 16.7          |                                            |
| 府道736号交野久御山線                   | 大阪府       | 交野市       | 向井田2                   | 17.3          |                                            |
| 国道168号                               | 大阪府       | 交野市       | 私部西3                   | 18.8          |                                            |
| 国道168号〈天の川バイパス〉             | 大阪府       | 交野市       | 私部西5                   | 19.0          |                                            |
| 府道20号枚方富田林泉佐野線              | 大阪府       | 枚方市       | （茄子作南町）            | 19.1          |                                            |
| 第二京阪道路（専用部）9 交野南IC        | 大阪府       | 交野市       | -                         | 19.3          | 大阪方面出入口                             |
| 府道154号私市太秦線                     | 大阪府       | 寝屋川市     | 寝屋2                     | 21.0          |                                            |
| 第二京阪道路（専用部）10 寝屋川北IC     | 大阪府       | 寝屋川市     | -                         | 21.2          | 京都方面出入口                             |
| 国道170号（旧道）                       | 大阪府       | 寝屋川市     | 小路北                    | 23.7          |                                            |
| 国道170号〈大阪外環状線〉               | 大阪府       | 寝屋川市     | 讃良川                    | 24.0          | 立体交差（交差道路が高架）                 |
| 第二京阪道路（専用部）11 寝屋川南IC     | 大阪府       | 寝屋川市     | -                         |               | 大阪方面出入口                             |
| 府道21号八尾枚方線                      | 大阪府       | 寝屋川市     | 太平ポンプ場前            |               |                                            |
| 府道158号守口門真線                     | 大阪府       | 門真市       | 巣本西                    |               | 立体交差（本道路が高架）                   |
| 国道163号                               | 大阪府       | 門真市       | 宮前町/宮前町東           |               | 立体交差（本道路が高架）                   |
| 府道15号八尾茨木線〈バイパス〉          | 大阪府       | 門真市       | 下島頭北                  |               |                                            |
| 府道161号深野南寺方大阪線               | 大阪府       | 門真市       | 三ツ島                    |               | 立体交差（本道路が高架）                   |
| 第二京阪道路（専用部）12 第二京阪門真IC | 大阪府       | 門真市       | -                         |               | 京都方面出入口                             |
| 〈大阪中央環状線〉                      | 大阪府       | 門真市       | 花博記念公園口東          |               | 立体交差（交差道路が高架）                 |
| 〈花博通〉方面                          |              |              |                           |               |                                            |

※ 交差する場所の括弧書きは地名、それ以外は交差点名で表示

### 主なトンネルと橋
- 巨椋大橋（宇治川渡河部：京都市伏見区横大路下三栖里ノ内 - 京都市伏見区向島大黒）
- 新木津川大橋（木津川渡河部：久世郡久御山町佐山上ノ浜 - 八幡市上津屋尼ヶ池）
- 京田辺トンネル（京田辺市山手東2丁目 - 京田辺市山手中央）

専用部の京田辺PAの直下の部分である。詳細は専用部の主なトンネルと橋の項を参照。
- 長尾東トンネル（枚方市長尾東町3丁目）
- 長尾台トンネル（枚方市長尾台4丁目）
- 津田東トンネル（枚方市津田東町2丁目）
- 寝屋川トンネル（寝屋川市太秦高塚町 - 寝屋川市高宮2丁目）

専用部では「寝屋川第一トンネル」と「寝屋川第二トンネル」の2つのトンネルに分かれているが、一般部では天井に開口部がある部分が無く1つのトンネルである。建設中は「小路トンネル」の仮称で呼ばれていた。詳細は専用部の主なトンネルと橋の項を参照。

### 歴史
- 1969年（昭和44年）5月23日 : 大阪府域区間、都市計画決定。（一部は1971年2月8日決定。）
- 1983年（昭和58年） : 枚方市津田東町3丁目（国道307号交点） - 門真市大字稗島（大阪府道2号大阪中央環状線交点）間、事業化。
- 1985年（昭和60年）4月12日 : 京都府域区間、都市計画決定。
- 1986年（昭和61年） : 京都市伏見区横大路下三栖里ノ内（京都外環状線および油小路通交点） - 枚方市津田東町3丁目（国道307号交点）間、事業化。
- 1989年（平成元年）8月25日 : 久御山JCT部分、都市計画変更。〔国道478号京滋バイパスとの接続を追加〕
- 1990年（平成2年）4月16日 : 大阪府域（寝屋川市、四條畷市、門真市）区間、都市計画変更。〔一般部車線減少、環境施設帯追加〕
- 1991年（平成3年）9月20日 : 京田辺PA部分、都市計画変更。〔立体道路制度活用による休憩施設追加〕
- 1992年（平成4年）1月31日 : 大阪府域（枚方市、交野市）区間、都市計画変更。〔一般部車線減少、環境施設帯追加〕
- 1997年（平成9年）9月 : 門真市大字三ツ島 - 門真市大字稗島（大阪府道2号大阪中央環状線交点）間開通（環境施設帯のモデル区間として環境施設帯のみ開通）
- 2002年（平成14年）2月19日 : 巨椋池TB部分、都市計画変更。
- 2003年（平成15年）3月30日 : 京都市伏見区横大路下三栖里ノ内（京都外環状線および油小路通交点） - 久世郡久御山町森北大内（京滋バイパス交点）間、久世郡久御山町佐山美ノケ薮（京都府道15号宇治淀線交点） - 久御山南IC間、八幡市上津屋八王子（京都府道22号八幡木津線交点） - 八幡市内里松ケ外（京都府道282号内里城陽線交点）間、京田辺市松井口仲谷（京都府道736号交野久御山線交点） - 枚方市津田東町3丁目（国道307号交点）間開通
- 2005年（平成17年）6月19日 : 久世郡久御山町森北大内（京滋バイパス交点） - 久世郡久御山町佐山美ノケ薮（京都府道15号宇治淀線交点）間開通
- 2007年（平成19年）3月24日 : 八幡市内里松ケ外（京都府道282号内里城陽線交点） - 京田辺市松井口仲谷（京都府道736号交野久御山線交点）間開通
- 2009年（平成21年）6月2日 : 京田辺PA部分、都市計画変更。〔規模縮小〕
- 2010年（平成22年）
  - 3月13日 : 久御山南IC - 八幡市上津屋八王子（京都府道22号八幡木津線交点）間開通
  - 3月20日 : 枚方市津田東町3丁目（国道307号交点） - 門真市大字稗島（大阪府道2号大阪中央環状線交点）間開通に伴い全線開通
- 2017年（平成29年）2月 : 津田北町3交差点内改良により交互通行が解消[21]。

### 道路管理者
- 国土交通省 近畿地方整備局
  - 京都国道事務所京都第一維持出張所 : 京都府内
  - 大阪国道事務所北大阪維持出張所 : 大阪府内

なお建設は、京都府道22号八幡木津線交点以北（京都府内の一部）を京都国道事務所が、京都府道22号八幡木津線交点以南を浪速国道事務所が担当した。

### 交通量
平日24時間交通量（台）（上下合計）
- 台数及び混雑度における斜字は推計値を示す。
- 交差する道路は主なもののみを記載。

| 事業名                           | 観測地点                                                                                  | 平成17年度 （2005年度） | 平成22年度（2010年度） | 平成22年度（2010年度） | 備考 | 所在地 |
| -------------------------------- | ----------------------------------------------------------------------------------------- | ----------------------- | ---------------------- | ---------------------- | ---- | ------ |
| 事業名                           | 観測地点                                                                                  | 平成17年度 （2005年度） | 台数                   | 混雑度                 | 備考 | 所在地 |
| 洛南道路                         | 京都市伏見区横大路下三栖里ノ内                                                            | 45,803                  | 50,307                 | 1.38                   |      | 京都府 |
| 洛南道路                         | ↑京都方面（合流） - 国道1号第二京阪道路（専用部）巨椋池ICと交差 - 大阪方面（分岐）↓       |                         |                        |                        |      | 京都府 |
| 洛南道路                         | 久世郡久御山町東一口                                                                      | 45,803                  | 39,374                 | 1.04                   |      | 京都府 |
| 洛南道路                         | 久世郡久御山町東一口                                                                      | 37,812                  | 42,044                 | 1.16                   |      | 京都府 |
| 洛南道路                         | ←国道1号京阪国道方面 - 国道1号京滋バイパス（一般部）と交差 - 国道24号・宇治方面→          |                         |                        |                        |      | 京都府 |
| 京都南道路                       |                                                                                           |                         |                        |                        |      | 京都府 |
| 久世郡久御山町佐山字新開地       | 09,119                                                                                    | 26,275                  | 0.87/0.79              |                        |      | 京都府 |
| 京都府八幡市上津屋尼ヶ池         | 未開通                                                                                    | 26,286                  | 0.76/0.86              |                        |      | 京都府 |
| 未観測区間（ほぼ京都府八幡市域） |                                                                                           |                         |                        |                        |      | 京都府 |
| 京田辺市松井口仲谷               | 未観測                                                                                    | 19,066                  | 1.04/0.83              |                        |      | 京都府 |
| 大阪北道路                       | 京田辺市山手西3丁目                                                                       | 20,172                  | 21,559                 | 1.59                   |      | 大阪府 |
| 大阪北道路                       | 枚方市津田北町3丁目                                                                       | 20,172                  | 20,867                 | 1.35                   |      | 大阪府 |
| 大阪北道路                       | 枚方市津田北町3丁目                                                                       | 未観測                  | 24,991                 | 1.53                   |      | 大阪府 |
| 大阪北道路                       | 枚方市津田山手2丁目                                                                       | 未観測                  | 19,811                 | 1.24                   |      | 大阪府 |
| 大阪北道路                       | 枚方市津田山手2丁目                                                                       | 46,150                  | 20,811                 | 1.28                   |      | 大阪府 |
| 大阪北道路                       | 交野市私部西3丁目                                                                         | 未開通                  | 23,277                 | 1.42                   |      | 大阪府 |
| 大阪北道路                       | 寝屋川市寝屋1丁目                                                                         | 未開通                  | 21,610                 | 1.27/1.30              |      | 大阪府 |
| 大阪北道路                       | 寝屋川市小路北町                                                                          | 未開通                  | 28,244                 | 2.20                   |      | 大阪府 |
| 大阪北道路                       | 四條畷市砂                                                                                | 未開通                  | 26,430                 | 2.30/0.95/1.64         |      | 大阪府 |
| 大阪北道路                       | 門真市島頭                                                                                | 未開通                  | 28,883                 | 1.67                   |      | 大阪府 |
| 大阪北道路                       | ↑京都方面（分岐） - 国道1号第二京阪道路（専用部）第二京阪門真ICと交差 - 大阪方面（合流）↓ |                         |                        |                        |      | 大阪府 |
| 大阪北道路                       | 門真市稗島                                                                                | 未開通                  | 40,033                 | 2.28                   |      | 大阪府 |

## 沿線
- 京都市花き地方卸売市場
- 上鳥羽口駅
- 京都拘置所
- 京都運輸支局
- 京阪バス洛南営業所
- ヤサカバス車庫
- 京セラ本社
- 京都府総合見本市会館（パルスプラザ）
- 京都大学防災研究所宇治川オープンラボラトリー
- 巨椋池干拓地
- イオンモール久御山
- 津田電線本社
- 京都岡本記念病院
- 関西図書印刷京都工場（読売新聞京都工場）
- 鶴見製作所京都工場
- 京都京阪バス八幡営業所
- 京阪東ローズタウン
- 松井山手駅
- 枚方カントリー倶楽部
- 枚方国際ゴルフ倶楽部
- 津田サイエンスヒルズ（関西文化学術研究都市 氷室・津田地区）
- 関西電力枚方変電所
- いきいきランド交野（交野市立総合体育施設）
- 京阪バス交野営業所
- ビバモール寝屋川
- 大阪府営寝屋川公園
- 北河内4市リサイクルプラザ
- 大阪市水道局豊野浄水場
- イオンモール四條畷
- 南寝屋川公園
- 門真市民プラザ
- 大阪府立門真スポーツセンター（東和薬品RACTABドーム）
- 門真南駅

## 今後の予定

### 専用部

#### 阪神高速2号淀川左岸線接続
門真JCTより淀川左岸線延伸部として西へ延長概ね10kmの自動車専用道路を建設する計画がある。

#### 新名神高速道路接続
新名神高速道路八幡京田辺JCT/ICに接続し、高槻方面は2027年度、城陽JCTより先大津方面は2028年度以降に開通予定。

#### 名神高速道路ジャンクション
第二京阪道路と名神高速道路の交差地点に京都南JCT設置の予定あり。